# مسابقات فوتبال زنان زیر ۱۹ سال اروپا
مسابقات فوتبال زنان زیر ۱۹ سال اروپا یکی از رقابتهای فوتبال زنان برای تیمهای ملی زیر ۱۹ سال اروپا است که تحت نظارت یوفا انجام میگرد. در سالهای فرد نتایج این رقابتها همچنین به عنوان دور انتخابی جام جهانی فوتبال زنان زیر ۲۰ سال مورد استفاده قرار میگرد. این مسابقات از فصل ۹۸–۱۹۹۷ به عنوان یکی از رویدادهای ورزشکاران زیر ۱۸سال آغاز شد و بعد از آن فصل ۰۲–۲۰۰۱ به مسابقات زیر ۱۹ سال تغییر یافت که به‌طور سالانه برگزار می‌شوداین مسابقات دارای سه بخش انتخابی:که بر روی تمام اعضا باز است و نیازی به رقابت انتخابی ندارد. بخش دیگر بخش الیت است که شامل تیم‌های اول و دوم گروه‌ها می‌شود و مرحلهٔ نهایی که شامل ۸ تیم صعود کرده می‌شود. فینال نیز خود به دو گروه چهار تیمی تقسیم می‌شود که هر تیم در هر گروه با تیم گروه دیگر بازی می‌کند. تیم اول هر گروه با تیم دوم گروه دیگر در نیمه نهایی و با تیم دوم در بازی فینال بازی می‌کند.

## ساختار فینال
از سال ۲۰۰۲ دیدارهای فینال دارای هشت تیم متشکل از دو گروه چهار تیمی در نیمه نهایی و نهایی بوده‌است.

## فهرست قهرمانان
| کشور     | قهرمان                                 | نایب قهرمان                      | سوم      | چهارم    | نیمه نهایی                                   | مجموع(چهار تیم اول) |
| -------- | -------------------------------------- | -------------------------------- | -------- | -------- | -------------------------------------------- | ------------------- |
| آلمان    | ۶ (۲۰۰۰، ۲۰۰۱، ۲۰۰۲، ۲۰۰۶، ۲۰۰۷، ۲۰۱۱) | ۳ (۱۹۹۹، ۲۰۰۴، ۲۰۱۸)             |          |          | ۷ (۱۹۹۸، ۲۰۰۵، ۲۰۰۸، ۲۰۱۰، ۲۰۱۳، ۲۰۱۵، ۲۰۱۷) | ۱۵                  |
| فرانسه   | ۴ (۲۰۰۳، ۲۰۱۰، ۲۰۱۳، ۲۰۱۶)             | ۵ (۱۹۹۸، ۲۰۰۲، ۲۰۰۵، ۲۰۰۶، ۲۰۱۷) |          | ۱ (۲۰۰۰) | ۳ (۲۰۰۷، ۲۰۰۹، ۲۰۱۵)                         | ۱۳                  |
| اسپانیا  | ۳ (۲۰۰۴، ۲۰۱۷، ۲۰۱۸)                   | ۵ (۲۰۰۰، ۲۰۱۲، ۲۰۱۴، ۲۰۱۵، ۲۰۱۶) |          | ۱ (۲۰۰۱) |                                              | ۹                   |
| سوئد     | ۳ (۱۹۹۹، ۲۰۱۲، ۲۰۱۵)                   | ۱ (۲۰۰۹)                         | ۱ (۲۰۰۰) |          | ۳ (۱۹۹۸، ۲۰۰۳، ۲۰۰۸)                         | ۸                   |
| انگلستان | ۱ (۲۰۰۹)                               | ۳ (۲۰۰۷، ۲۰۱۰، ۲۰۱۳)             |          |          | ۲ (۲۰۰۲، ۲۰۰۳)                               | ۶                   |
| دانمارک  | ۱ (۱۹۹۸)                               |                                  | ۱ (۲۰۰۱) |          | ۳ (۲۰۰۲، ۲۰۰۶، ۲۰۱۲)                         | ۵                   |
| ایتالیا  | ۱ (۲۰۰۸)                               |                                  | ۱ (۱۹۹۹) |          | ۲ (۲۰۰۴، ۲۰۱۱)                               | ۴                   |
| روسیه    | ۱ (۲۰۰۵)                               |                                  |          |          | ۲ (۲۰۰۴، ۲۰۰۶)                               | ۳                   |
| هلند     | ۱ (۲۰۱۴)                               |                                  |          |          | ۳ (۲۰۱۰، ۲۰۱۶، ۲۰۱۷)                         | ۴                   |

## آمارهای تورنومنت

### برترین گلزن در هر دوره
| سال  | بازیکن                                            | گل |
| ---- | ------------------------------------------------- | -- |
| ۲۰۰۲ | Claire Morel Barbara Müller                       | 4  |
| ۲۰۰۳ | شلی تامپسون                                       | 4  |
| ۲۰۰۴ | آنیا میتاگ                                        | 6  |
| ۲۰۰۵ | Elena Danilova                                    | 9  |
| ۲۰۰۶ | Elena Danilova                                    | 7  |
| ۲۰۰۷ | Marie-Laure Delie Fanndís Friðriksdóttir الن وایت | 3  |
| ۲۰۰۸ | ماری پولمان                                       | 4  |
| ۲۰۰۹ | سوفیا جکوبسان                                     | 5  |
| ۲۰۱۰ | تورید کناک لیکه مارتنس                            | 4  |
| ۲۰۱۱ | Melissa Bjånesøy                                  | 7  |
| ۲۰۱۲ | الین روبنسون                                      | 5  |
| ۲۰۱۳ | پاولین بریمر                                      | 6  |
| ۲۰۱۴ | ویوین میدما                                       | 6  |
| ۲۰۱۵ | استینا بلکستنیوس                                  | 6  |
| ۲۰۱۶ | Marie-Antoinette Katoto                           | 6  |
| ۲۰۱۷ | Patricia Guijarro                                 | 5  |

### بازیکنان طلایی تورنومنت
از سال ۲۰۰۲ جایزه طلایی به با ارزش‌ترین بازیکن تورنمنت داده شده‌است.
| سال  | بازیکن                  |
| ---- | ----------------------- |
| ۲۰۰۲ | Viola Odebrecht         |
| ۲۰۰۳ | Sarah Bouhaddi          |
| ۲۰۰۴ | آنیا میتاگ              |
| ۲۰۰۵ | Elena Danilova          |
| ۲۰۰۶ | ایزابل و مونیک کرووسکی  |
| ۲۰۰۷ | Fern Whelan             |
| ۲۰۰۸ | Sara Gama               |
| ۲۰۰۹ | رامونا باخمان           |
| ۲۰۱۰ | Nataša Andonova         |
| ۲۰۱۱ | رامونا باخمان           |
| ۲۰۱۲ | الین روبنسون            |
| ۲۰۱۳ | Sandie Toletti          |
| ۲۰۱۴ | ویوین میدما             |
| ۲۰۱۵ | استینا بلکستنیوس        |
| ۲۰۱۶ | Marie-Antoinette Katoto |
| ۲۰۱۷ | Patricia Guijarro       |